# Tasmania (romanzo)
Tasmania è il quinto romanzo di Paolo Giordano, pubblicato nel 2022.

## Trama
Tasmania racconta la storia di Paolo, quarantenne scrittore di successo con una formazione accademica, poi abbandonata, nel campo della fisica. In crisi per la stesura del suo nuovo libro e soprattutto per il rapporto con Lorenza, più grande di lui di qualche anno e con un figlio da una precedente relazione, Paolo conoscerà a Parigi il professor Novelli, climatologo e appassionato studioso delle nuvole con cui avvierà una profonda amicizia che lo porterà a interrogarsi sul futuro del pianeta e della società.
Il romanzo si sviluppa in un arco temporale definito, dal 2015 al 2020, e si lega a eventi realmente accaduti nei quali il protagonista si ritrova direttamente coinvolto, diventando inoltre uno spunto di riflessione sui rispettivi effetti nella contemporaneità (la paura del terrorismo dopo gli attentati di Parigi e del Bataclan, il Movimento Me Too e le campagne di accanimento mediatico sui social media, la pandemia di Covid-19).

## Personaggi
Paolo
Narratore della storia, che ha molti aspetti in comune con l'autore (torinese, ha 33 anni all'inizio della vicenda ed è laureato in fisica).
Lorenza
Moglie di Paolo, di nove anni più anziana. Ha avuto un figlio da un precedente relazione, ma non è riuscita ad averne uno anche con Paolo.
Eugenio
Figlio di Lorenza.
Giulio
Amico di Paolo, suo coinquilino ai tempi dell'università. Anch'egli laureato in fisica, è ricercatore all'École polytechnique di Parigi. Da giovane militava nell'estrema sinistra. Dopo il divorzio dalla moglie Cobalt, si reca in Sudafrica con l'obiettivo di diventare un ranger del Parco nazionale Kruger.
Cobalt
Moglie di Giulio.
Adriano
Figlio di Giulio e di Cobalt. All'inizio della vicenda ha quattro anni.
Jacopo Novelli
Fisico dell'atmosfera esperto di nuvole, vincitore del premio Nobel, conosciuto da Paolo a Parigi nel 2015 durante la COP21. Dopo anni all'estero cerca di ottenere un incarico all'Università di Genova, ma gli viene preferita una donna con un H-index molto più basso. Durante una conferenza si lascia andare ad affermazioni misogine, cosa che provoca una battuta d'arresto nella sua carriera accademica; chiede la solidarietà di Paolo, che non ha il coraggio di dargliela. È lui a pronunciare, in un'intervista, il nome dell'isola che dà il titolo al libro, per indicare un luogo abbastanza remoto nel quale rifugiarsi in caso di catastrofe globale.
Marina
Coordinatrice di un corso tenuto da Paolo all'Università di Trieste.
Christian
Studente del corso di Paolo a Trieste. Soffre d'insonnia e compie atti di autolesionismo. Dopo la laurea si mette a lavorare come accompagnatore al planetario di Modena, poi si suicida. Paolo si sente in colpa per non averlo più contattato.
Karol
Prete sulla quarantina che esercita il suo ministero a Roma, che ha tenuto il corso prematrimoniale frequentato da Paolo e Lorenza. È uno sportivo.
Otto e Maaike
Coppia di olandesi conosciuti da Paolo e Lorenza in una vacanza alla Guadalupa, con i quali compiono un'orgia.
Elisa
Studentessa dell'Università di Padova della quale Karol si è innamorato.
Curzia
Giornalista conosciuta da Paolo, che si trasferisce brevemente a casa sua a Monte Sacro quando entra in contrasto con la moglie.
Terumi Tanaka
Sopravvissuto alla bomba atomica su Nagasaki, intervistato da Paolo per il libro che sta scrivendo e incontrato da lui a Nagasaki in occasione di una cerimonia di commemorazione.
Matteo Ambrosini
Collaboratore di Novelli.

## Accoglienza
Il libro presentato all’annuale Fiera di Francoforte ha ricevuto una buona accoglienza da parte degli editori stranieri. I diritti di Tasmania sono stati venduti in Germania, Paesi Bassi, Francia, Spagna, Repubblica Ceca, Slovacchia, Brasile, Thailandia e Slovenia, con trattative anche per Cina, Giappone, Lituania e per la lingua inglese.
Nel dicembre 2022 ha vinto il Premio "Romanzo dell'anno" secondo la Classifica di Qualità della Lettura del Corriere della Sera, quotidiano di cui Giordano è anche editorialista, mentre l'anno successivo è risultato Supervincitore del Premio letterario Elba.. Il 3 novembre 2023 gli è stato attribuito il Prix André-Malraux, un premio letterario creato dal Ministère de la Culture francese, quale migliore fiction impegnata al servizio della condizione umana.

## Edizioni
- Paolo Giordano, Tasmania, Torino, Einaudi, 2022, ISBN 978-88-06-25720-0.